# Dominika na Letnich Igrzyskach Olimpijskich 2004
Dominikę na Letnich Igrzyskach Olimpijskich 2004 reprezentowało 2 sportowców.

## Skład kadry

### Lekkoatletyka
Mężczyźni:
- Chris Lloyd - bieg na 400 m - 6. miejsce w swojej grupie kwalifikacyjnej (nie awansował dalej)

Kobiety:
- Marie-Lyne Joseph - bieg na 800 m - 7. miejsce w swojej grupie kwalifikacyjnej (nie awansowała dalej)